# عایشه کولین
```
عایشه کولین
 
(به 
ترکی استانبولی
:
 
Ayşe Kulin
)
 (زاده ۲۶ اوت ۱۹۴۱) 
نویسنده داستان کوتاه
، 
فیلمنامه‌نویس
 و 
رمان‌نویس
 زن 
ترک
 است.
[
۱
]
```

## زندگی‌نامه
کولین در سال ۱۹۴۱ در استانبول به دنیا آمد. پدر او، موهیتین کولین، اصالت بوسنیایی داشت و یکی از اولین مهندسان عمران در استانبول بود که شرکت تأسیسات هیدرولیک دولتی (DSİ) را تأسیس کرد. مادرش سیتاره هانیم، چرکس و نوه یکی از وزرای اقتصاد عثمانی بود.
کولین از کالج آمریکایی دختران در آرناوتوکوی، استانبول فارغ‌التحصیل شد. او مجموعه‌ای از داستان‌های کوتاه با عنوان Güneşe Dön Yüzünü را در سال ۱۹۸۴ منتشر کرد. داستان کوتاهی از این اثر به نام گلیزار در سال ۱۹۸۶ به فیلم تبدیل شد و برای او جایزه فیلمنامه از وزارت فرهنگ و گردشگری به ارمغان آورد. کولین به عنوان فیلمنامه‌نویس، فیلمبردار و تولیدکننده برای بسیاری از فیلم‌ها، سریال‌های تلویزیونی و تبلیغاتی کار کرده‌است. در سال ۱۹۸۶، او جایزه بهترین فیلمبرداری از انجمن سینمای تئاتر را برای کار خود در سریال تلویزیونی Ayaşlı ve Kiracıları به دست آورد.
در سال ۱۹۹۶، او زندگی‌نامه‌ی منیر نورالدین سلچوک با عنوان " Bir Tatlı Huzur " را نوشت. در همان سال داستان کوتاه او به نام "Foto Sabah Resimleri" جایزه داستان کوتاه "هالدون تانر" را به دست آورد و سال بعد نیز جایزهٔ داستان کوتاه سایت فایک را برد.
در سال ۲۰۰۲، کولین رمان «نفس نفس» را در مورد دیپلمات‌های ترکیه که زندگی یهودیان را در طول هولوکاست در جنگ جهانی دوم نجات می‌دادند، نوشت.

## کتابشناسی
- Güneşe Dön Yüzünü, ۱۹۸۴
- Bir Tatlı Huzur, ۱۹۹۶
- Adı: Aylin, ۱۹۹۷
- Geniş Zamanlar, ۱۹۹۸
- Foto Sabah Resimleri, ۱۹۹۸
- Sevdalinka, ۱۹۹۹
- Füreya, ۲۰۰۰
- Köprü, ۲۰۰۱
- Nefes Nefese, ۲۰۰۲
- İçimde Kızıl Bir Gül Gibi, ۲۰۰۲
- Babama, ۲۰۰۲
- Kardelenler, ۲۰۰۴
- Gece Sesleri, ۲۰۰۴
- Bir Gün, ۲۰۰۵
- Bir Varmış Bir Yokmuş, ۲۰۰۷
- Veda, ۲۰۰۸
- Sit Nene`nin Masalları, ۲۰۰۸
- Umut, ۲۰۰۸
- Taş Duvar Açık Pencere, ۲۰۰۹
- Türkan, ۲۰۰۹
- Hayat – Dürbünümde Kırk Sene (۱۹۴۱–۱۹۶۴), ۲۰۱۱
- Hüzün – Dürbünümde Kırk Sene (۱۹۶۴–۱۹۸۳), ۲۰۱۱
- Gizli Anların Yolcusu, ۲۰۱۱
- Bora'nın Kitabı, ۲۰۱۲
- Dönüş, ۲۰۱۳
- Hayal, ۲۰۱۴
- Handan, ۲۰۱۴
- Tutsak Güneş, ۲۰۱۶

### کتاب‌های ترجمه شده به فارسی
- مرغان شکسته‌بال - ترجمه پری اشتری - نشر فروزش
- پایان - ترجمه پری اشتری - نشر فروزش